# Ásmegin
Gli Ásmegin sono una folk/viking Metal band norvegese, fondata nel 1998. I loro testi sono scritti in norvegese (e talvolta in norvegese antico) e ispirati al dramma norvegese Peer Gynt di Henrik Ibsen.
Alla base del loro corposo sound, molto ricco e variegato, vi è una numerosa formazione nella quale ha figurato Lars Nedland, conosciuto per essere cantante, batterista e tastierista dell'acclamata Black metal band di stampo Avant-garde dei Solefald.
Il secondo album intitolato "Arv" è stato pubblicato nel novembre 2008 e diffuso sul web il 26 dello stesso mese.

## Formazione attuale
- Erik F. Rasmussen - voce, batteria
- Raymond Håkenrud - chitarra, basso, voce, piano
- Marius Olaussen - chitarra, basso, mandolino, accordion, piano, mellotron
- Lars Fredrik Frøislie - organo Hammond, pianoforte, mellotron, Mini-moog

## Collaboratori
- Anja Hegge Thorsen - arpa (2003)
- Oddrun Hegge - Zither norvegese (2003)
- Anne Marie Hveding - voce femminile (2003)
- Børge Finstad - percussioni (2003)
- Gunhild Førland - flauti (2003)

## Ex componenti
- Narrenschiff (Bjørn Olav Holter) - voce (2002-2003)
- Auðrvinr Sigurdsson - chitarre e voce (1998-2000)
- Iving Mundilfarne - chitarre e flauti (1998)
- Nordalv (Skule Jarl) - batteria (1998-2000)
- Tommy Brandt - batteria (2002-2005)
- Sareeta - violini, voce femminile (2003-2005)
- Lars Nedland - voce (2003-2005)

## Discografia
Album in studio
- 2003 - Hin Vordende Sod & Sø
- 2008 - Arv

Demo
- 1999 - Naar Rimkalkene Heves